# Église Saint-Germain-de-Paris de Morsang-sur-Seine
L'église Saint-Germain-de-Paris de Morsang-sur-Seine est une église paroissiale catholique, dédiée à saint Germain, située dans la commune française de Morsang-sur-Seine et le département de l'Essonne.

## Historique
Un édifice est cité au IXe siècle.
Le chœur est daté du XVIe siècle.
L'édifice déclaré en ruines en 1791 est reconstruit au XIXe siècle et restauré le siècle suivant.
Depuis un arrêté du 17 février 1950, le clocher de l'église est inscrit au titre des monuments historiques.

## Pour approfondir